# Rosse (Paarungsverhalten)
Rosse bezeichnet beim Pferd den Zeitraum der Paarungsbereitschaft der Stute innerhalb ihres Sexualzyklus.

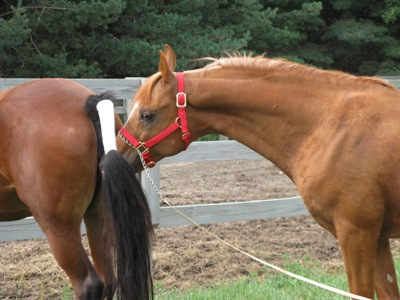
Die spezifische Geruchs- oder Pheromonwahrnehmung (Jacobson-Organ) spielt eine wichtige Rolle während des Östrus. Häufig geht ein Flehmen beim Hengst voraus.

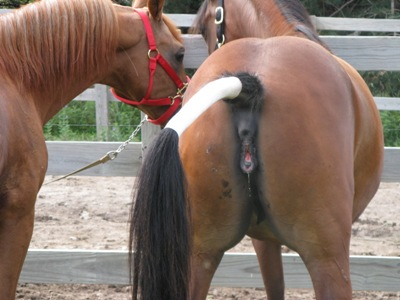
Lubrikation beim Pferd während des Östrus

Die Rosse ist hormonell gesteuert und mit körperlichen Erscheinungen sowie Änderungen des Verhaltens verbunden. Die zyklische Aktivität der Eierstöcke hängt von der Tageslichtlänge ab, tritt aber in der Regel alle drei bis vier Wochen auf. Der Fruchtbarkeitszyklus der Stute dauert im Durchschnitt drei Wochen, wovon sie rund fünf Tage rossig ist. Die Rosse beginnt mit dem Reifen des Follikels und klingt nach der Ovulation wieder ab. Die Ovulation findet im letzten Drittel der Rosse statt, also meist am vierten Tag. Der optimale Belegungszeitpunkt ist ein Tag vor Ende der Rosseerscheinungen (Duldungsphase). Eine verlängerte Rosse über zehn Tage hinaus wird als Langrosse bezeichnet, Ursache ist eine Persistenz der Follikel. Tritt nach erfolgloser Bedeckung erneut eine Rosse auf, spricht man von Umrossen.
Während der Winterruhe (September bis März) rosst die Stute nicht oder nur wenig (abhängig von der Haltung).  Obwohl die Rosse an sich hormonell gesteuert wird, kann sie erfahrungsgemäß dadurch stimuliert werden, dass die Stute in die Nähe eines Hengstes gebracht wird. 
Ältere Stuten rossen wenig bis gar nicht mehr.